# Paul Stanley (album)
Paul Stanley – pierwszy solowy album wokalisty i gitarzysty grupy amerykańskiej grupy KISS, Paula Stanleya wydany we wrześniu 1978 roku. Jest to jeden z czterech solowych albumów wydanych przez członków zespołu KISS tego samego dnia – 18 września 1978.

## Utwory

### Strona pierwsza
| 1. | "Tonight You Belong to Me" (Paul Stanley)        | 4:39  |
|    |                                                  |       |
| 2. | "Move On" (Stanley, Mikel Japp)                  | 3:07  |
|    |                                                  |       |
| 3. | "Ain't Quite Right" (Stanley, Japp)              | 3:34  |
|    |                                                  |       |
| 4. | "Wouldn't You Like to Know Me?" (Stanley)        | 3:16  |
|    |                                                  |       |
| 5. | "Take Me Away (Together As One)" (Stanley, Japp) | 5:26  |
|    |                                                  |       |
|    |                                                  | 20:02 |
|    |                                                  |       |

### Strona druga
| 1. | "It’s Alright" (Stanley)                                     | 3:31  |
|    |                                                              |       |
| 2. | "Hold Me, Touch Me (Think of Me When We're Apart)" (Stanley) | 3:40  |
|    |                                                              |       |
| 3. | "Love in Chains" (Stanley)                                   | 3:34  |
|    |                                                              |       |
| 4. | "Goodbye" (Stanley)                                          | 4:09  |
|    |                                                              |       |
|    |                                                              | 14:54 |
|    |                                                              |       |

## Informacje
- Carmine Appice – perkusja w utworze nr 5
- Steve Buslowe – gitara basowa w 1, 2, 3, 4 i 5
- Peppy Castro - dalszy wokal w 3 i 7
- Richie Fontana – perkusja w 1, 2, 3 i 4
- Diana Grasselli -  dalszy wokal w 2
- Doug (Gling) Katsaros – pianino w 7
- Craig Krampf – perkusja w 6, 7, 8 i 9
- Bob Kulick – gitara prowadząca, elektryczna gitara, akustyczna gitara
- Steve Lacey – elektryczna gitara w 8
- Eric Nelson – gitara basowa w 6, 7, 8 i 9
- Paul Stanley – wokal, dalszy wokal, elektryczna gitara, akustyczna gitara, E-Bow,
- Miriam Naomi Valle - dalszy wokal w 2
- Maria Vidal -  dalszy wokal w 2

## Notowania
Album – Billboard (Ameryka Północna)
| Rok  | Lista      | Pozycja |
| ---- | ---------- | ------- |
| 1978 | Pop Albums | 40      |

Single – Billboard (Stany Zjednoczone)
| Rok  | Single                                             | Lista       | Pozycja |
| ---- | -------------------------------------------------- | ----------- | ------- |
| 1978 | "Hold Me, Touch Me (Think of Me When We're Apart)" | Pop Singles | 46      |

Single – Billboard (Kanada)
| Rok  | Single                                             | Lista       | Pozycja |
| ---- | -------------------------------------------------- | ----------- | ------- |
| 1978 | "Hold Me, Touch Me (Think of Me When We're Apart)" | Pop Singles | 64      |

Single – Billboard (Wielka Brytania)
| Rok  | Single                                             | Lista       | Pozycja |
| ---- | -------------------------------------------------- | ----------- | ------- |
| 1978 | "Hold Me, Touch Me (Think of Me When We're Apart)" | Pop Singles | 48      |